# Talt wa al Qulay`ah
Talt wa al Qulay`ah (Talt wa al Qulay‘ah), Naselje u Egiptu u dolini Nila, u muhafazatu (guvernorat) Beni Suef (Bani Suwayf). Nalazi se na 28°51′20″N širine i 30°49′31″E dužine na svega 37 metara (124 stope) nadmorske visine.